# Institut de Reinserció Social
La Fundació Institut de Reinserció Social - IReS és una fundació privada fundada per Oleguer Soldevila i Godó que treballa des de l'any 1969 en l'atenció social, psicològica i educativa de persones i col·lectius marginats en situació de risc social o amb dificultats econòmiques. És membre del Pacte Mundial, una iniciativa de les Nacions Unides per tal que les empreses gestionin èticament des del punt de vista dels drets humans, estàndards laborals, medi ambient i anticorrupció. Ha rebut la Creu de Sant Jordi el 1995 i el Premi Justícia de Catalunya.